# Vombat chluponosý
Vombat chluponosý (Lasiorhinus latifrons) nebo též vombat širokočelý je jedním ze tří žijících zástupců čeledi vombatovitých (Vombatidae). Vyskytuje se v jižní Austrálii.

## Popis
Vombat chluponosý je robustnější, více podsaditý a má kratší nohy než vombat obecný. Ocas má dlouhý maximálně šest centimetrů a je skryt v srsti. Jeho řezáky připomínají zuby hlodavců. Vombat chluponosý je dlouhý od 77 do 95 centimetrů a váží 19–32 kilogramů.

## Potrava
Vombat chluponosý se živí trávou a další nízkou vegetací.

## Nory
Vombati chluponosí žijí v norách po deseti jedincích. Nory tvoří velké systémy, které jsou na ploše až několika set m².

## Rozmnožování
Období páření trvá od srpna do října. Páření probíhá v norách. Březost trvá 22 dní a mláďata se rodí většinou v říjnu. Ve vaku mládě zůstává šest měsíců. Mládě je zcela odstaveno v jednom roce života a plné velikosti a pohlavní dospělosti dosahuje ve třech letech. Vombati se v zajetí dožívají i přes třicet let.